# 小品总动员
小品总动员（全称：中国中央电视台2006年中国小品总动员）为中央电视台于2006年元旦期间所播出的小品展播节目，主持人为周涛、德江以及毕福剑。小品总动员穿插了非常多的互动环节以及丰富的小品。

## 关于
小品总动员播出于2005年12月28日到2006年1月2日，每日为时2个小时，在2小时中穿插了互动以及小品展播环节。

## 小品总动员中表演的小品
- 找老伴
- 幸福落满坡
- 新年好
- 破镜重圆
- 夫妻进城